# Строев, Александр Игоревич
Алекса́ндр И́горевич Стро́ев (род. 14 апреля 1973, Москва) — российский режиссёр, сценарист и актёр, автор песен, радиоведущий.

## Биография
Родился 14 апреля 1973 года в Москве
В 1997 году с отличием окончил Высшее Театральное Училище им. М. С. Щепкина по специальности актёр драматического театра и кино. Профессиональный актёр и режиссёр. Кинорежиссура — «ММК» — мастерская Аллы Степановой. Режиссёр-постановщик театра и кино.
Член правления Центрального Дома Работников Искусств. Член Союза Писателей России.
Лауреат телевизионного фестиваля «Братина» — 2004 в номинации «Власть и мы». Основатель клуба «Арт’Эриа» при Центральном доме работников искусств. Создатель, идейный вдохновитель, автор и лидер группы «Каникулы Гегеля»

## Творчество

### Актёр в театре
- 1997—1998 гг — актёр МХАТ им. Горького под руководством Т. В. Дорониной
- 1998—1999 гг — актёр антрепризы «Русский традиционный театр»
- 2000—2002 гг — актёр Центрального Академического Театра Российской Армии
- 2005 год — спектакль «О. Е.» — по роману А. С. Пушкина «Евгений Онегин» — исполнитель главной роли (также — режиссёр-постановщик).

### Актёр в кино
- 2004 год — сериал «Виола Тараканова» — роль художника-копииста Ильи (дебют в кино)
- 2007 год — сериал «Атлантида» — роль — хирург Саша, «RWS» для телеканала СТС

### Ведущий
- 2002 год, февраль — июнь. Радио «Аврора» — автор и ведущий русскоязычных проектов «Плюс-минус 11» и «Имярек», США, Сиэтл

### Режиссёр
- 1998—2000 гг — режиссёр РТР, программа «Башня»
- 2001—2002 гг — режиссёр-постановщик художественных программ (телевизиооные спектакли «Музыка, помоги!», «Альбом — есть памятник души», «Нас не нужно жалеть!» + «Светлана Потанина. Седьмая ступень» — документальный фильм) телеканала «Культура» — студия фондовых и архивных программ
- 2003—2004 гг — режиссёр-постановщик и автор сценариев 30 серийного сатирического телесериала «Санитарный день» — телеканал «М1»
- 2004 год — «Богатыри online»
- 2005 год — режиссёр-постановщик спектакля «О. Е.» — по роману А. С. Пушкина «Евгений Онегин», также — исполнитель главной роли.
- 2005 год — телевизионный режиссёр сериала «Не родись красивой» (Амедиа)
- 2006 год — режиссёр-постановщик мобильной группы телесериала «Любовь как любовь» (Амедиа)
- 2006 год — режиссёр-постановщик мобильной группы многосерийного художественного фильма «Молодые и злые» («RWS» — Russian World Studio) для телекомпании НТВ
- 2007 год — режиссёр-постановщик сериала «Богатая и любимая» — 76-100 серии (кинокомпания «Эхо») для Первого канала и телекомпании «INTER» — Украина.
- 2007—2008 — режиссёр-постановщик 12-серийного художественного фильма «Тайная стража. Смертельные игры.» (по заказу ВГТРК. Удостоверение национального проекта). Выход в эфир — 24 июня 2009 года
- 2009 год — режиссёр-постановщик сериала «Тайная стража: Смертельные игры»

### Сценарист
- 2008 год — «Эфирная зона» (трагикомедия). Сценарий полнометражного игрового фильма. Производство временно приостановлено

## Группа «Каникулы Гегеля»
Авторский музыкальный проект «Каникулы Гегеля» Александра И. Строева существует с февраля 1998 года.
- 14 апреля 2006 года вышел сборник новелл и рассказов «Абсолютно счастливые дни»[1] — издательство Союза Писателей России.
- 8 мая 2009 года вышел альбом «Не кантовать!»[2] группы «Каникулы Гегеля» (продюсер Александр Строев).